# شكري زيدان
شكري زيدان (29 أكتوبر 1891-16 سبتمبر 1980) طبيب من أصل سوريا حاصل على الجنسية البرازيلية.

## السيرة الشخصية
ولد شكري زيدان في دمشق، الدولة العثمانية في 29 أكتوبر 1891 ثم هاجر إلى البرازيل عام 1925. استقر في ساو باولو. أصبح برازيلياً متجنساً.
درس زيدان في كلية العلوم الطبية في الجامعة الأمريكية في بيروت وتخرج طبيباً عام 1916. كان من أوائل الأطباء الأجانب الذين أعادوا التصديق على شهادته في البرازيل حيث مارس طب التوليد في مستشفى برو ماتر. أصبح مشهورًا لرعاية الفقراء مجانًا؛ بسبب شعبيته، حصل عام 1966 على لقب Paulistano Citizen من بلدية ساو باولو .
تكريماً له، سمي على اسمه شارع في بروكلني، بأمر تنفيذي رقم 18,226 صدر بتاريخ 22 سبتمبر 1982. 

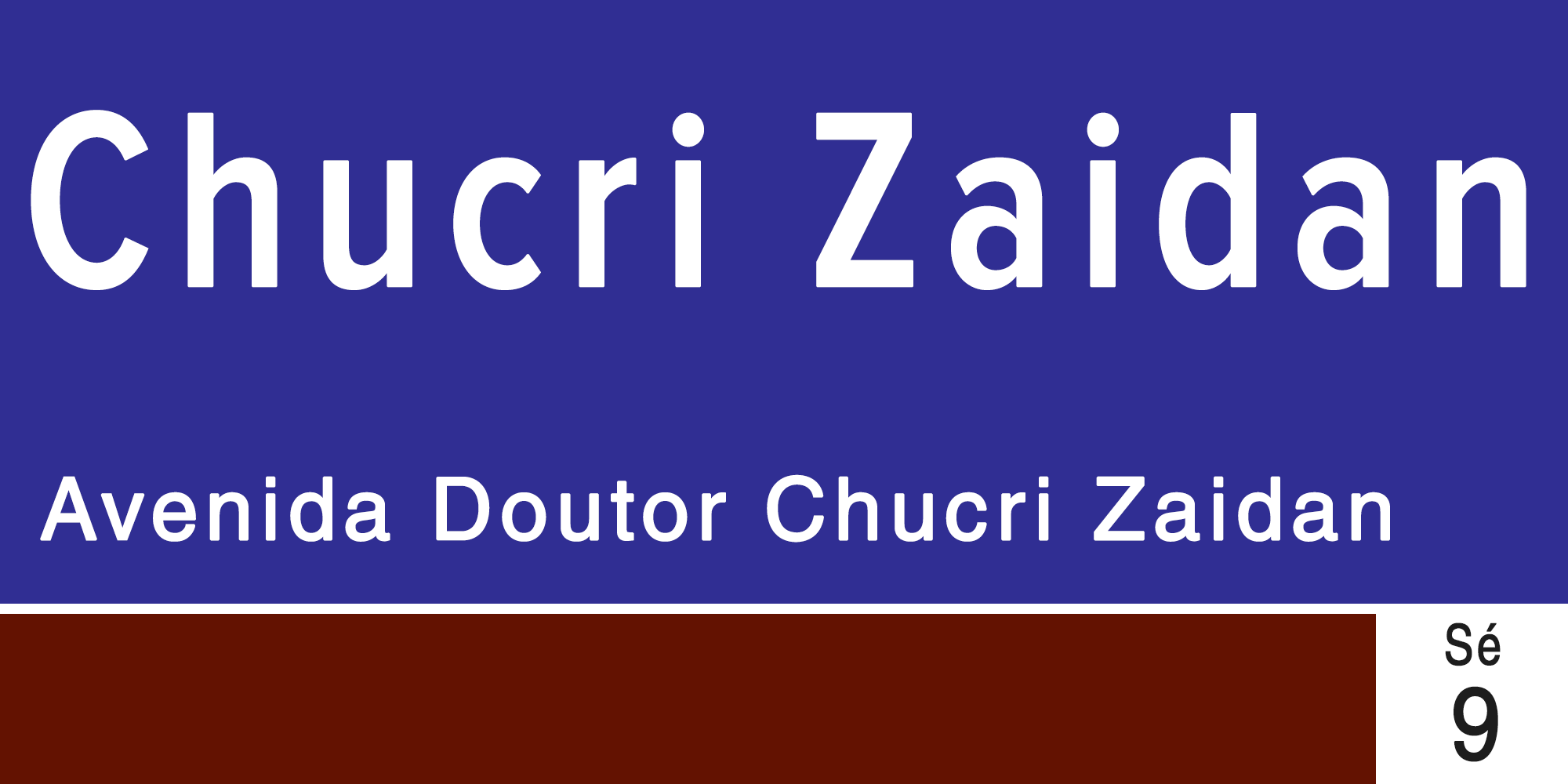
AvChucriZaidan Placa

سميّت باسمه محطة مترو أيضًا في ساو باولو.